# 石牌里 (臺北市)
石牌里為臺灣臺北市北投區轄下之一里。本里里民百分之五十為工商業，服務業及務農業，餘為軍公教人員。

## 基本資料
- 人口數：4988人（男性：2332人；女性：2656人）
- 土地面積：0.1101平方公里
- 戶數：2071戶
- 鄰數：16鄰

（2022年11月資料）

### 里界
- 東至：西安街一段與裕民里為界
- 西至：致遠一路一段與文林里為界
- 南至：明德路與建民里為界
- 北至：自強街與榮光里為界

## 歷史沿革
- 清治時屬「臺北府淡水縣芝蘭二堡石牌山腳庄」
- 日治時屬「臺北州七星郡北投街石牌」
- 戰後1947年1月成立「臺北縣七星區北投鎮石牌里」
- 1949年改隸陽明山管理局稱「陽明山管理局北投鎮石牌里」
- 1968年改隸臺北市稱「臺北市北投區石牌里」
- 1974年12月行政區域調整，自本里劃出榮華里、振華里、裕民里3里
- 1981年4月1日第三期里行政區域調整，以致遠一路一段為界劃分增設文林里，餘保留石牌里迄今

## 交通
- 臺北捷運  淡水信義線：明德站